# Sabiniacum
*Sabiniacum est l'étymon invoqué pour de nombreux toponymes situés dans l'ancienne Gaule.
D'après Ernest Nègre, dans sa Toponymie générale de la France, il s'agit d'un composé formé de l'anthroponyme romain ou roman Sabinus et du suffixe d'origine gauloise -iacum. 
Ce nom de personne, Sabinus, qui signifie "Sabin, habitant de la Sabine" (proche de Rome), a l'allure d'un nom de gens (l'équivalent de notre nom de famille chez les Romains). Sur Sabin-us (-us est la désinence casuelle), on a donc formé *Sabin-iac-um (avec -um pour désinence casuelle). Le i de la finale -i-acum a eu beaucoup d'importance dans l'évolution phonétique de *Sabiniacum qui était accentué *Sa-bi-ni-a-cum et qui devint donc *Sa-bi-nya-ko en roman commun.

## Résultats
Les résultats diffèrent à la suite des diverses évolutions phonétiques des dialectes de la langue d'oïl et de la langue d'oc, ou parce qu'on se trouve dans une région  où l'on a cessé de parler un dialecte issu du latin :  
- Savigna : § 8461 chez E. Nègre
- Savignac : § 7362 chez E. Nègre
- Savigné : § 8359 chez E. Nègre
- Savigneux : § 8629 chez E. Nègre
- Savigny : § 9515 chez E. Nègre

- Sévignac (Côtes-d'Armor) : § 7562 chez E. Nègre
- Sévigné : § 8363 chez E. Nègre
- Sévignacq et Sévignacq-Meyracq : § 7371 chez E. Nègre
- Sévigny : § 9539 chez E. Nègre

Seule la forme Savigny est purement française.
Dans toutes les formes le -b- intervocalique du latin a abouti à v.
Le cas de Savenay (Loire-Atlantique, Pays de la Loire) est différent : E. Nègre (§ 6644) le fait remonter au nom de personne Sabinus (à distinguer de Sabinius) et du suffixe -acum : l'étymon est donc *Sabinacum (et non *Sabiniacum).